# Anna Alliquander
Anna Alliquander (ur. 23 maja 1977 w Budapeszcie) – węgierska wioślarka.

## Osiągnięcia
- Puchar Narodowy – Hazewinkel 1996 – czwórka podwójna – 3. miejsce[1].
- Puchar Narodowy – Janina 1998 – czwórka podwójna – 3. miejsce[1].
- Puchar Świata 1999:
  - I etap: Hazewinkel – dwójka podwójna wagi lekkiej – 9. miejsce[1].
  - II etap: Wiedeń – dwójka podwójna wagi lekkiej – 4. miejsce[1].
  - III etap: Lucerna – dwójka podwójna wagi lekkiej – 4. miejsce[1].
- Mistrzostwa Świata – St. Catharines 1999 – dwójka podwójna wagi lekkiej – 8. miejsce[1].
- Igrzyska Olimpijskie – Sydney 2000 – dwójka podwójna wagi lekkiej – 13. miejsce[1].
- Mistrzostwa Świata – Lucerna 2001 – dwójka podwójna wagi lekkiej – 13. miejsce[1].
- Puchar Świata 2001:
  - III etap: Wiedeń – dwójka podwójna wagi lekkiej – 6. miejsce[1].
  - IV etap: Monachium – dwójka podwójna wagi lekkiej – 7. miejsce[1].
- Puchar Świata 2003:
  - II etap: Monachium – jedynka wagi lekkiej – 5. miejsce[1].
  - III etap: Lucerna – jedynka wagi lekkiej – 13. miejsce[1].
- Puchar Świata 2004:
  - I etap: Poznań – dwójka podwójna wagi lekkiej – 17. miejsce[1].
  - II etap: Monachium – dwójka podwójna wagi lekkiej – 13. miejsce[1].
- Mistrzostwa Świata – Banyoles 2004 – jedynka wagi lekkiej – 16. miejsce[1].
- Puchar Świata 2006:
  - I etap: Monachium – jedynka wagi lekkiej – 21. miejsce[1].
- Puchar Świata 2007:
  - III etap: Lucerna – jedynka wagi lekkiej – 17. miejsce[1].
- Mistrzostwa Świata – Linz 2008 – czwórka podwójna wagi lekkiej – 8. miejsce[1].
- Puchar Świata 2009:
  - II etap: Monachium – dwójka podwójna wagi lekkiej – 10. miejsce[1].
  - III etap: Lucerna – dwójka podwójna wagi lekkiej – 10. miejsce[1].
- Mistrzostwa Świata – Poznań 2009 – dwójka podwójna wagi lekkiej – 8. miejsce[1].
- Mistrzostwa Europy – Brześć 2009 – dwójka podwójna wagi lekkiej – 4. miejsce[1].
- Mistrzostwa Europy – Montemor-o-Velho 2010 – dwójka podwójna wagi lekkiej – 10. miejsce[1].